# Kállai Norbert
Kállai Norbert (Cegléd, 1984. március 6. –) magyar labdarúgó, védő.

## Életpályája

### Diósgyőr
2007 nyarán került Diósgyőrbe, kezdőként kevés játéklehetőséget kapott, általában csak akkor, ha valaki megsérül a pályára lépők közül. Gyakran szerepelt a belső vagy a jobb oldali védő szerepében. 2010 január 30-án közös megegyezéssel szerződést bontottak a játékossal, aki két és félévet töltött el a csapatnál, ami alatt 27 meccsen lépett pályára.

## Külső hivatkozások
- dvtk.eu profil
- nso.hu profil
- hlsz.hu profil